# Jeremy Lloyd
John Jeremy Lloyd OBE (* 22. Juli 1930 in Danbury; † 23. Dezember 2014 in London) war ein britischer Dramatiker, Schauspieler, Drehbuchautor, Autor, Executive Producer, Film- und Fernsehschauspieler, der bekannt ist für ’Allo ’Allo!, Are You Being Served? und Rowan & Martin’s Laugh-In.

## Leben
Jeremy Lloyd wurde 1930 in Danbury als Sohn einer Tänzerin und eines Erdölingenieurs, der zu Beginn des Zweiten Weltkriegs als Offizier bei den Royal Engineers diente, geboren. Als Kind wurde er zu seiner Großmutter nach Manchester geschickt und sah seine Eltern, die ihn seiner Aussage nach als Versager betrachteten, nur selten. Sein Vater nahm ihn 1943 von einer privaten Preparatory school.
Lloyd arbeitete dann als Juniorassistent in der Herrenbekleidungsabteilung bei Simpsons of Piccadilly und viele der in Are You Being Served? dargestellten Charaktere stammen aus seinen Erinnerungen an seine Zeit dort. Er war auch ein reisender Farbenverkäufer und glaubte, dass seine frühen Jobs ihm eine bessere Ausbildung ermöglichten, als eine Universität es hätte bieten können.
Lloyd begann seine Karriere als Autor im Jahr 1958, bevor er zwei Jahre später, 1960, sein Filmdebüt in School for Scoundrels gab und in den 1960er und 1970er Jahren in zahlreichen Film- und Fernsehkomödien auftrat. 
1960 hatte Lloyd bei dem Film Let's Get Married erstmals eine Rolle inne. 1960 hatte er seine erste Rolle in der Fernsehserie Whack-O!. In der Fernsehserie Armchair Theatre hatte er 1962 bis 1963 erstmals eine wiederkehrende Rolle. Lloyd spielte 1969 bis 1970 in der US-amerikanischen Fernsehserie Rowan & Martin’s Laugh-In einen größeren Handlungsbogen. 1970 kehrte er nach England aus der USA zurück und blieb seine weiteres Berufsleben in seinem Heimatland.
Er war Co-Autor mehrerer erfolgreicher britischer Sitcoms, darunter Are You Being Served? und ’Allo ’Allo!
Im Jahr 1993 veröffentlichte Lloyd seine Autobiografie mit dem Titel Listen very carefully, I shall say this only once (Höre sehr genau zu – ich werde dies nur einmal sagen).
Lloyds erste Ehe mit dem Model Dawn Bailey im Jahr 1955 hielt sieben Jahre. Nach dem Ende ihrer Ehe war er kurzzeitig mit der Schauspielerin Charlotte Rampling verlobt. Im Mai 1970 heiratete Lloyd dann die Schauspielerin Joanna Lumley , doch diese Ehe endete im September desselben Jahres. 1992 heiratete er die Schauspielerin Collette Northrop. Im August 2014 heiratete Lloyd Elizabeth „Lizzy“ Moberly.
Lloyd wurde bei den New Year Honours 2013 für seine Verdienste um die britische Comedy als Officer des Order of the British Empire (OBE) ausgezeichnet.

## Filmografie
- 1960: Let's Get Married
- 1960: School for Scoundrels
- 1960: Man in the Moon
- 1960: Whack-O! (Fernsehserie, Folge 7x06)
- 1961: Die sieben Schlüssel (Seven Keys)
- 1961: Very Important Person
- 1961: Schwarze Fackel (Flame in the Streets)
- 1961: Citizen James (Fernsehserie, Folge 2x05)
- 1962: Ein Königreich für einen Affen (Operation Snatch)
- 1962: So ein Gauner hat's nicht leicht (Crooks Anonymous)
- 1962: Two and Two Make Six
- 1962: Play It Cool
- 1962: Auf zur Navy (We Joined the Navy)
- 1962–1963: Armchair Theatre (Fernsehserie, 2 Folgen)
- 1963: Just for Fun
- 1963: The Rag Trade (Fernsehserie, Folge 3x09)
- 1963: ITV Play of the Week (Fernsehserie, Folge 8x38)
- 1963: Das Glück in seinen Armen (Stolen Hours)
- 1963: Todestrommeln am großen Fluß (Death Drums Along the River)
- 1963–1964: The Dickie Henderson Show (Fernsehserie, 2 Folgen)
- 1964: Yeah! Yeah! Yeah! (A Hard Day’s Night)
- 1964: Vacation Playhouse (Fernsehserie, Folge 2x05)
- 1965: Robert and Elizabeth (Fernsehfilm)
- 1965: Three Hats for Lisa
- 1965: Die tollkühnen Männer in ihren fliegenden Kisten (Those Magnificent Men in Their Flying Machines or How I Flew from London to Paris in 25 hours 11 minutes)
- 1965: Kennziffer 01 (Zero One, Fernsehserie, Folge 3x04)
- 1965: Hi-Hi-Hilfe! (Help!)
- 1965: Sherlock Holmes’ größter Fall (A Study in Terror)
- 1965: L – Der Lautlose (The Liquidator)
- 1966: Hilfe, sie liebt mich nicht! (Doctor in Clover)
- 1966: Letzte Grüße von Onkel Joe (The Wrong Box)
- 1966: The Sandwich Man
- 1967: Der Kampf (The Long Duel)
- 1967: Callan (Fernsehserie, Folge 1x04)
- 1967: Smashing Time
- 1967, 1969: Mit Schirm, Charme und Melone (The Avengers, Fernsehserie, 2 Folgen)
- 1968: Salz und Pfeffer (Salt and Pepper)
- 1969: Thirty-Minute Theatre (Fernsehserie, Folge 4x18)
- 1969: Mörder GmbH (The Assassination Bureau)
- 1969: Goodbye, Mr. Chips
- 1969: Magic Christian (The Magic Christian)
- 1969–1970: Rowan & Martin’s Laugh-In (Laugh-In, Fernsehserie, 23 Folgen)
- 1971: Games That Lovers Play
- 1971: Comedy Playhouse (Fernsehserie, Folge 11x03)
- 1971: Shirley (Shirley's World, Fernsehserie, Folge 1x02)
- 1971: Dear Mother… Love Albert (Fernsehserie, Folge 3x04)
- 1971: It's Awfully Bad for Your Eyes, Darling (Fernsehserie, 6 Folgen)
- 1972: Funny You Should Say That (Fernsehserie)
- 1974: Mord im Orient-Expreß (Murder on the Orient Express)
- 1974: Whodunnit? (Fernsehserie, eine Folge)
- 1976: Vagabund in tausend Nöten (The Bawdy Adventures of Tom Jones)
- 1986: Maggie (Fernsehfilm)
- 1992: Grace & Favour (Fernsehserie, Folge 1x04)
- 1992: ’Allo ’Allo! (Fernsehserie, Folge 9x01)
- 2013: Benjamin Britten: Peace and Conflict